# Gymkhana motocyklowa

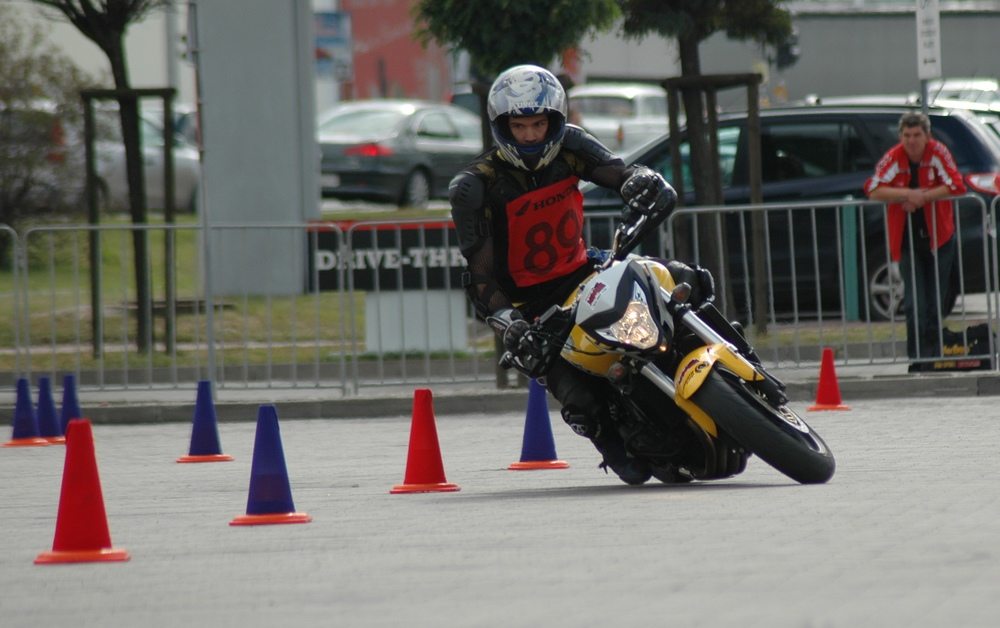
Gymkhana - jazda sprawnościowa na czas

Gymkhana (czyt. "dżymkana") motocyklowa jest dyscypliną sportów motocyklowych polegającą na precyzyjnym pokonaniu toru sprawnościowego oznaczonego pachołkami, złożonego ze slalomów, rotacji i innych figur, w jak najkrótszym czasie i z jak najmniejszą liczbą błędów.
Za błędy uznawane są zazwyczaj: potrącenie pachołka, podparcie się nogą, przewrócenie motocykla i niezmieszczenie się w kopercie mety, karane doliczeniem dodatkowych sekund do czasu przejazdu, a pomylenie trasy i nienaprawienie błędu zazwyczaj powoduje dyskwalifikację zawodnika. Tory przejazdu na każdych zawodach są różne, ujawniane są tuż przed przejazdami konkursowymi, co powoduje dodatkowe utrudnienie związane z zapamiętaniem trasy.
Gymkhana motocyklowa jako dyscyplina powstała w latach 70. w Japonii i w tym kraju ten sport jest najbardziej rozwinięty. Od kilku lat zdobywa popularność w USA, Wielkiej Brytanii i w Polsce. W całym kraju co roku odbywa się kilka-kilkanaście imprez gymkhanowych, ogólnopolskich organizowanych przez Honda Poland oraz lokalnych.
Główny artykuł: Gymkhana motocyklowa w Polsce
Atrakcyjność Gymkhany polega m.in. na tym, że trenowanie jest możliwe bez specjalistycznego przygotowania zarówno motocykla, jak i miejsca, zatem jest to sport dostępny dla amatorów. Trening wpływa znacząco na podniesienie umiejętności motocyklisty, a przez to - jego bezpieczeństwo na drodze. Jako że prędkości rozwijane na torze nie przekraczają 25-30km/h, jest to sport wyjątkowo bezpieczny. Przewrotki są codziennością, ale nie skutkują poważnymi urazami.

## Umiejętności motocyklisty

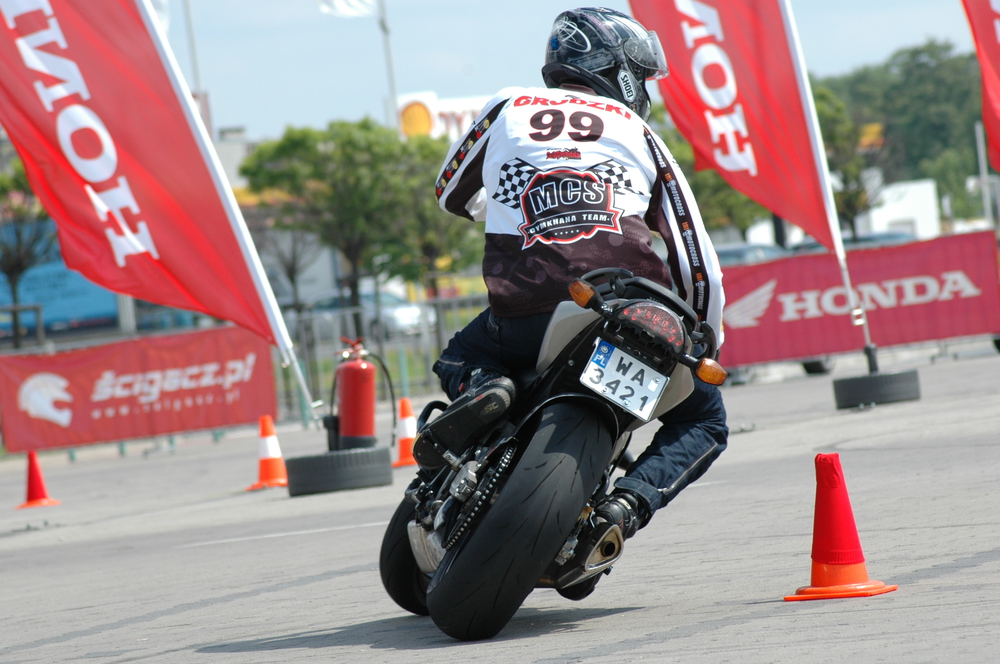
Przesuwanie środka ciężkości motocyklisty jest metodą na pogłębienie złożenia motocykla i zacieśnianie zakrętów

Gymkhana jest dyscypliną wymagającą perfekcyjnego opanowania motocykla. Szybkie pokonywanie ciasnych zakrętów wymaga umiejętności optymalnego doboru toru jazdy, precyzyjnego operowania gazem i hamulcami oraz głębokiego składania się w zakręty, często aż do granic przyczepności opon.
W związku z tym trening Gymkhany rozwija umiejętności podnoszące bezpieczeństwo motocyklisty podczas jazdy na drogach publicznych, szczególnie w ruchu miejskim, gdy kierowca jednośladu bywa zmuszony przez nieoczekiwaną sytuację na drodze do wykonania nagłego uniku, ominięcia przeszkody, ciasnego wejścia w zakręt. Z tego też powodu Gymkhana jest elementem szkoleń policjantów w Japonii i USA, gdyż dzięki nabytym w niej umiejętnościom mogą oni sprawniej i bezpieczniej przemieszczać się po mieście.

## Oznaczenie toru i figury

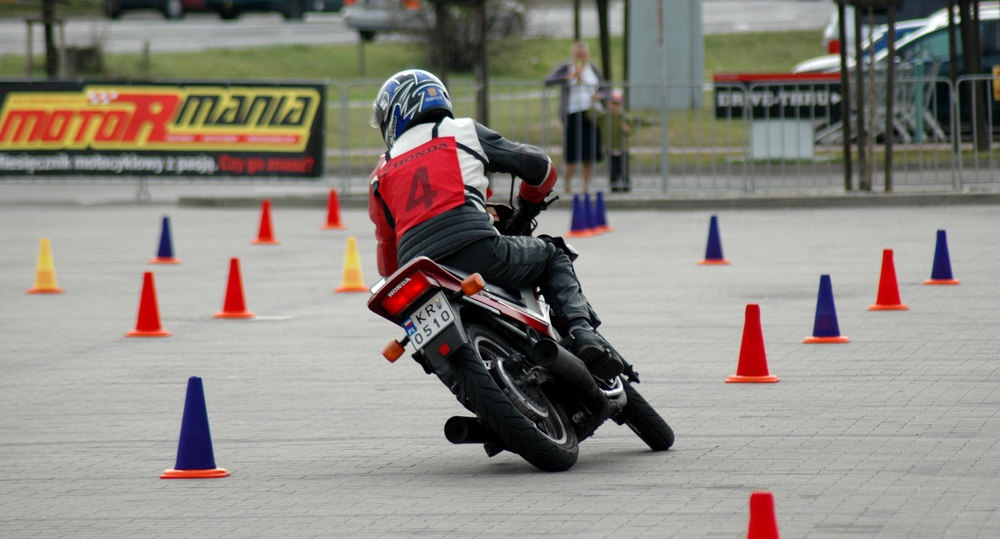
Tor w Gymkhanie oznaczony jest pachołkami

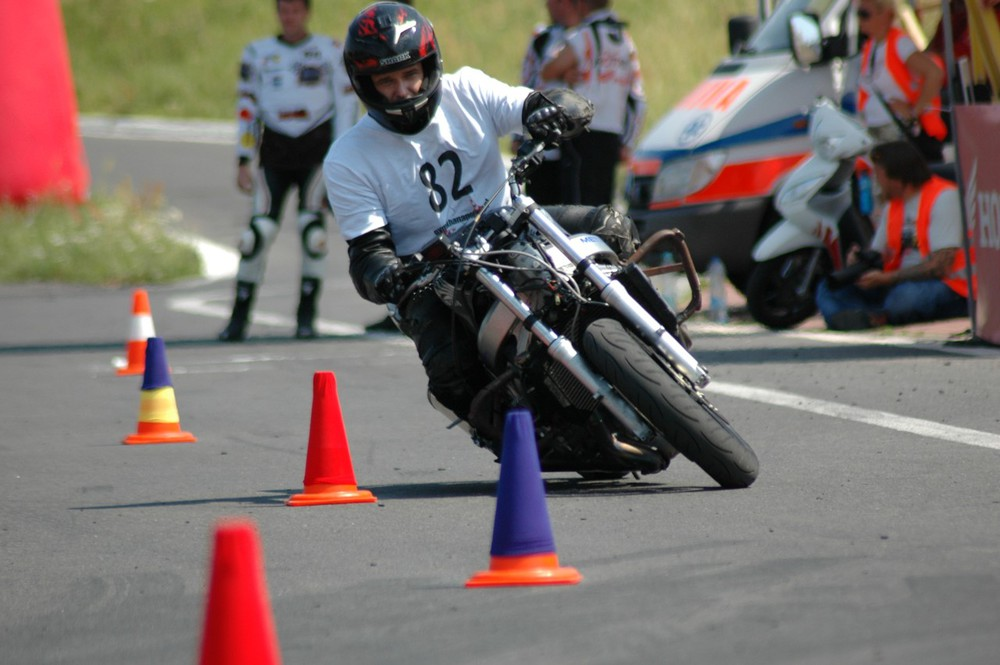
Kolor pachołków oznacza w jaki sposób, i z której strony należy je omijać

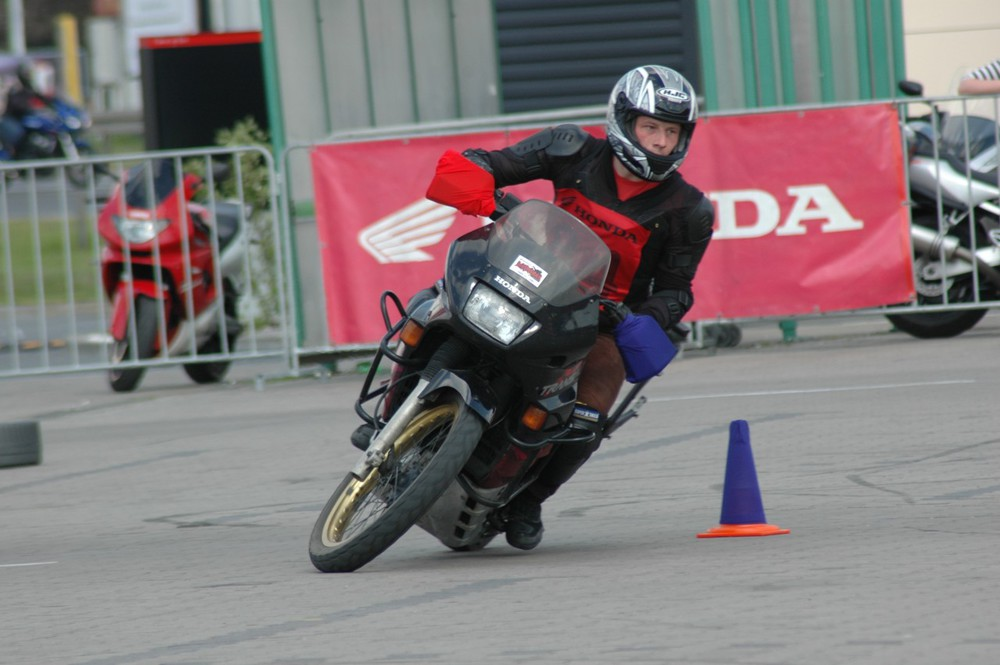
Początkujący gymkhaniści czasami zakładają kolorowe elementy na kierownicę, by ułatwić sobie zapamiętanie, z której strony omijać czerwone, a z której niebieskie pachołki

Zawody w Gymkhanie odbywają się na utwardzonej nawierzchni. Asfalt i beton są preferowane przez zawodników, na kostce brukowej bowiem przyczepność opon bywa mniejsza i nieprzewidywalna.
Kolor pachołków oznacza, z której strony zawodnik powinien je ominąć. Czerwone pachołki omija się mając je po prawej stronie, a niebieskie po lewej. Jeżeli do koloru czerwonego i niebieskiego dodany jest również żółty, oznacza to, że dany pachołek trzeba objechać wykonując co najmniej 360-stopniowy obrót. Żółte pachołki mogą mieć różne znaczenie, zazwyczaj oznacza się nimi lustro lub bramę (zobacz poniżej).
Podstawowe figury to:
- Ósemka
- Szybki slalom
- Slalom z przesunięciem
- Zawracanie (rotacja)

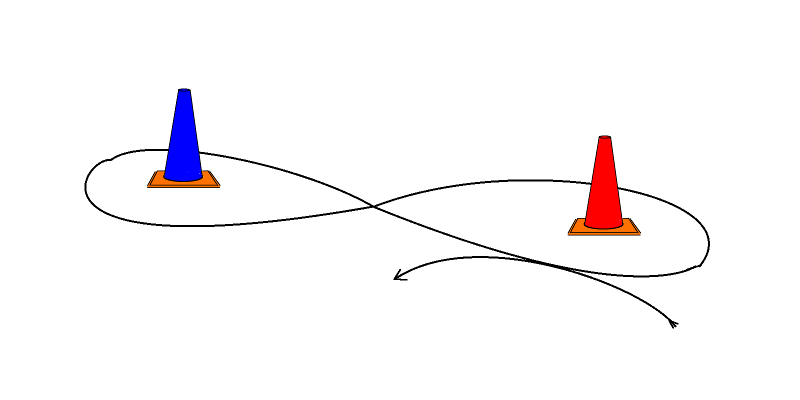
Ósemka
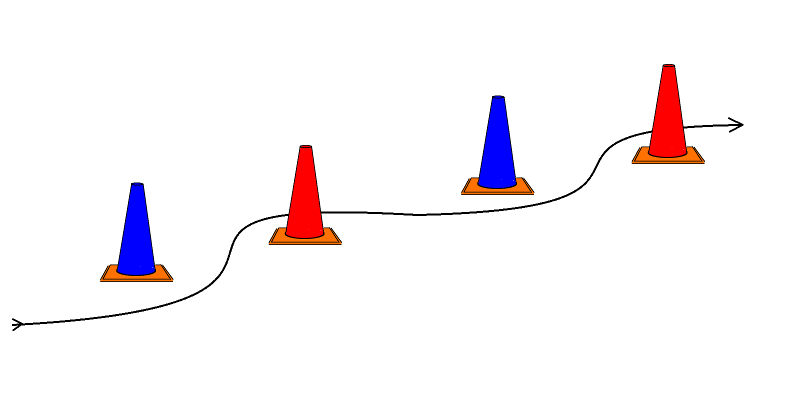
Slalom
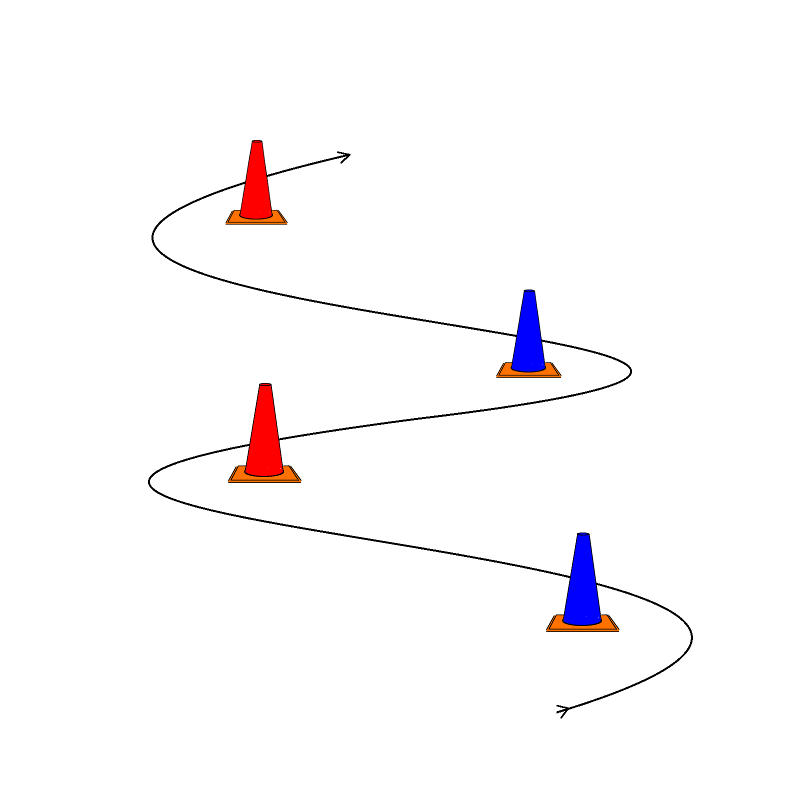
Slalom z przesunięciem
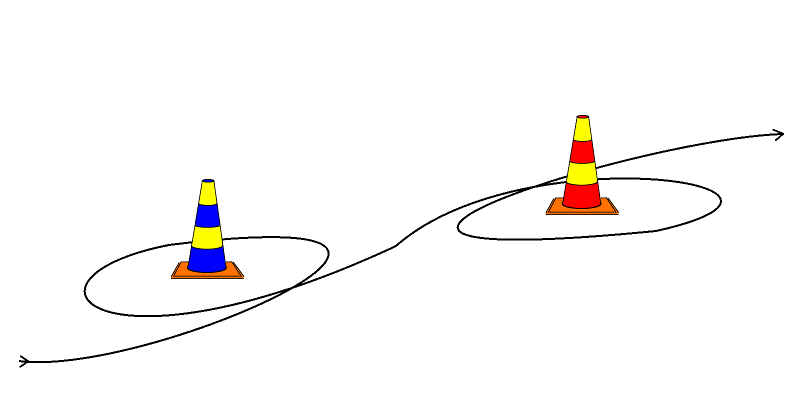
Zawracanie (rotacja)

Powyższe figury mogą być łatwiejsze lub trudniejsze do wykonania w zależności od szerszego bądź ciaśniejszego rozstawienia pachołków oraz prędkości z jaką się je pokonuje.

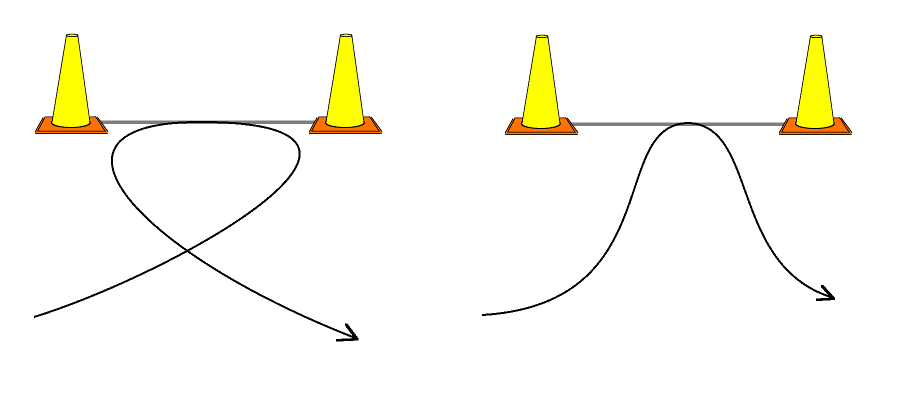
Lustro
Aby zaliczyć lustro trzeba przekroczyć przynajmniej przednim kołem linię, którą należy wyobrazić sobie pomiędzy dwoma pachołkami. Zazwyczaj ta linia nie jest narysowana na nawierzchni, chociaż czasem organizatorzy to robią by ułatwić pracę sędziom i uniknąć wątpliwości czy manewr został prawidłowo wykonany. Pokonując lustro można zrobić to z pętlą albo bez.

Brama

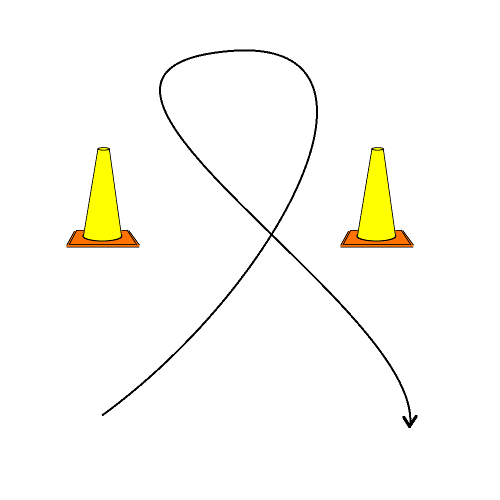
Brama.

Trudność tego manewru zależy od szerokości rozstawienia pachołków, zazwyczaj wynoszącej mniej więcej tyle, co szerokość motocykla. Linię łączącą oba pachołki należy przejechać obydwoma kołami, a następnie powtórzyć to od drugiej strony.

Sama znajomość znaczenia kolorów nie wystarcza by pokonać trasę tak, jak została zaplanowana. Pachołki nie poprowadzą zawodnika, ponieważ niektóre z nich wykorzystuje się kilkakrotnie w czasie tego samego przejazdu. Dlatego tak istotne jest dokładne zapamiętanie trasy przed startem.

## Błędy i kary

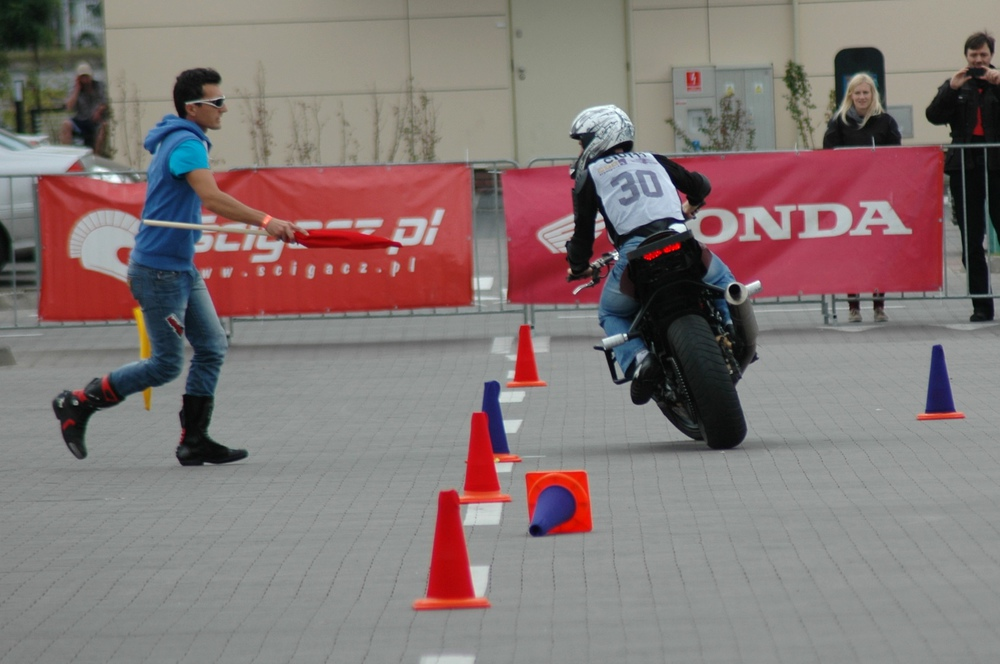
Sędzia liniowy pomaga zawodnikowi odnaleźć trasę.

Za błędy podczas pokonywania trasy dolicza się karne sekundy do czasu przejazdu lub dyskwalifikuje zawodnika.
W Polsce nie funkcjonuje federacja która normowałaby sposób przeprowadzania zawodów, więc taryfikator błędów zależy od regulaminu organizatora imprezy. Poniżej podane są wartości, jakie zwyczajowo przyjęło się stosować.
- Potrącenie lub przewrócenie pachołka - 1 sek. karna
- Podparcie się nogą - 1 sek. karna
- Przewrócenie motocykla - 1 sek. karna. Zdarza się, że organizator nie dolicza karnego czasu za ten błąd, zakładając że wystarczającą "karą" jest strata cennych sekund na podnoszenie maszyny.

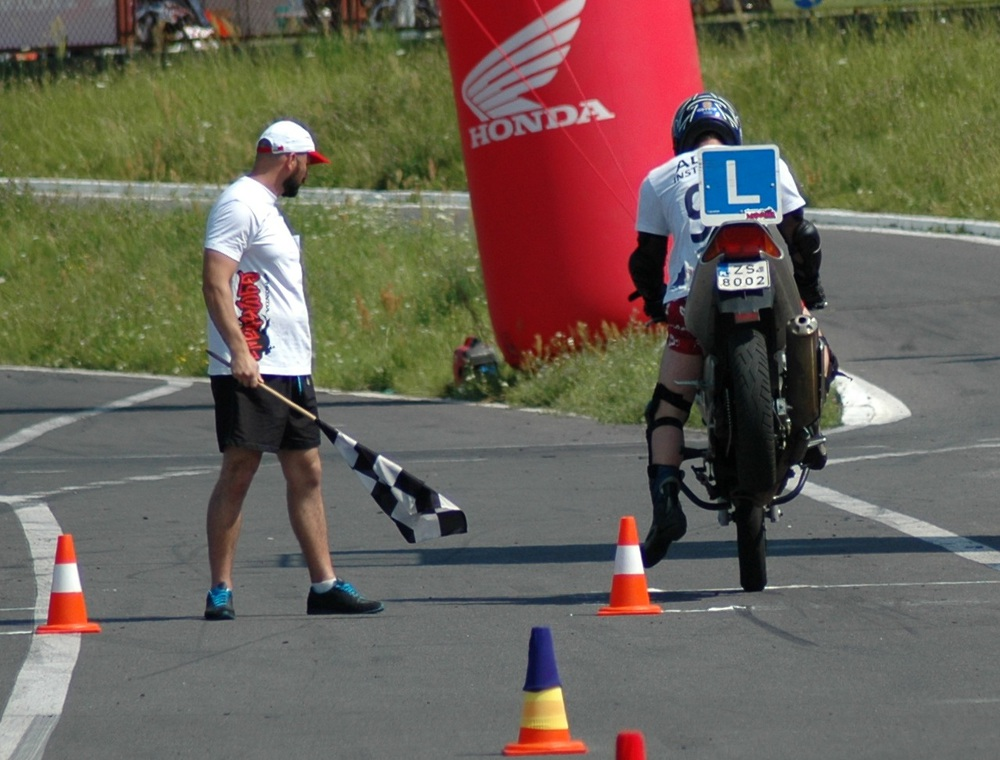
Sędzia sprawdza czy zawodnik nie najechał na linię w kopercie mety.

- Niezmieszczenie się w kopercie mety - 3 sek. karne. Prostokąt w którym należy się zatrzymać po ukończeniu przejazdu jest zazwyczaj niewiele większy od motocykla. Za błąd uznawane może być wyjechanie z niego kołami, ale także dotknięcie nogą linii ograniczającej kopertę. W ten sposób szybkie dojechanie do mety i precyzyjne zatrzymanie się w niej staje się dodatkowym ćwiczeniem sprawnościowym.
- Zatrzymanie się w kopercie startu, zamiast w kopercie mety - dyskwalifikacja.
- Pomylenie trasy - również karane jest dyskwalifikacją, o ile zawodnik nie zawróci do miejsca pomyłki i nie naprawi jej przed wjechaniem na metę. Sędziowie liniowi sygnalizują pomyłkę i zwyczajowo podpowiadają zawodnikowi, jak ją naprawić, aczkolwiek nie jest to ich obowiązkiem.

## Przebieg zawodów

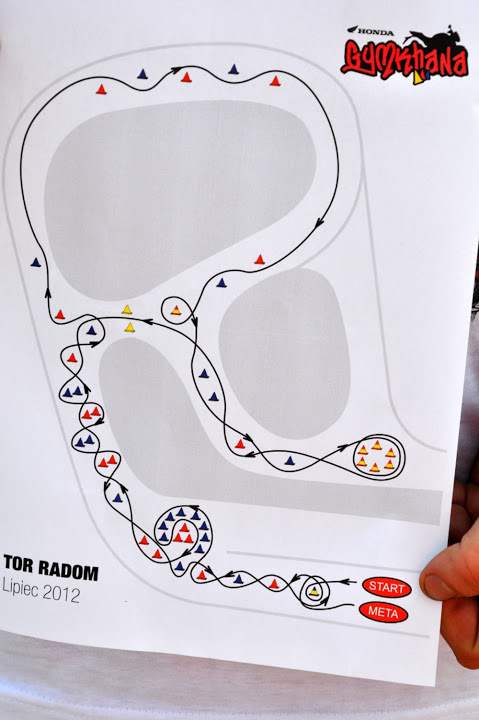
Przykład trasy konkursowej. Na każdych zawodach Gymkhana trasa jest inna

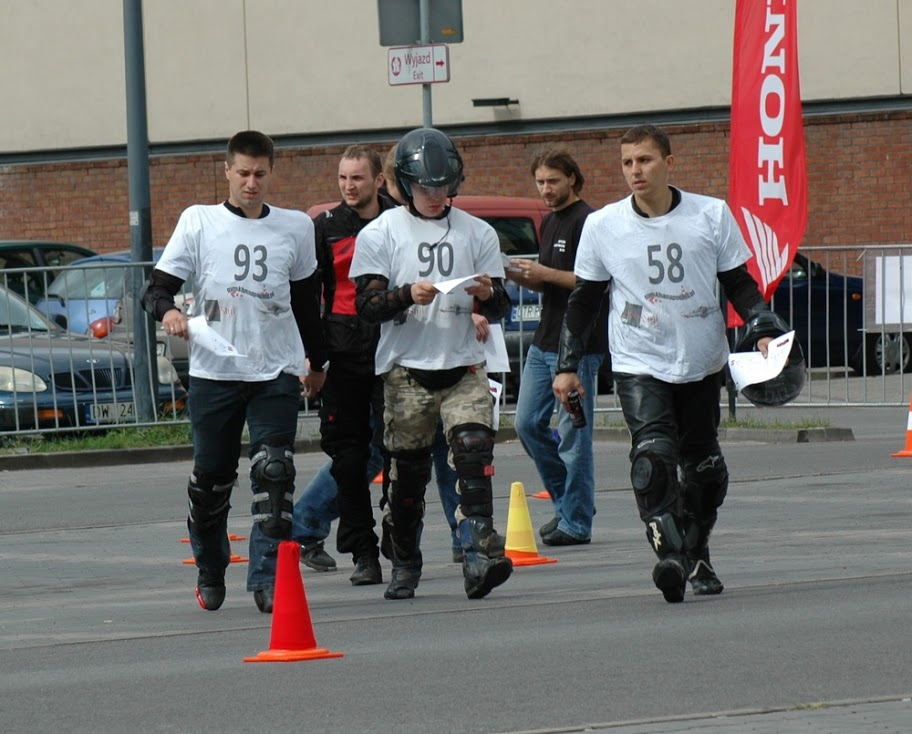
Zawodnicy uczą się trasy konkursowej zapoznając się z nią pieszo.

W zależności od warunków przestrzennych, jakie oferuje miejsce w którym odbywają się zawody, układa się jeden tor lub dwa identyczne - równoległe. Ten drugi wariant daje możliwość rozegrania bardzo widowiskowej rozgrywki pucharowej.
Przebieg trasy konkursowej, inny na każdych zawodach, jest utajniony do chwili, gdy tuż przed przejazdami konkursowymi zawodnicy otrzymują schemat trasy na kartce i mogą się z nią zapoznać pieszo (chyba że organizator zadecyduje inaczej).
Pierwsza kolejka przejazdów konkursowych odbywa się według numerów startowych.  Zawodnicy przed startem mają możliwość rozgrzania motocykli na przeznaczonym do tego celu polu rozgrzewkowym. Jeśli zawodnicy startują parami na torach równoległych, tuż przed startem losuje się lewy lub prawy tor. Rejestrowany jest czas przejazdu, który w zależności od długości trasy wynosi kilkadziesiąt sekund do dwóch minut.
W drugiej kolejce przejazdów konkursowych zawodnicy startują według wyników z pierwszego przejazdu - począwszy od tego, który miał najdłuższy czas. O finalnym miejscu decyduje suma czasów z obu przejazdów (w Polsce) lub ten czas z dwóch, który był lepszy. Jeśli zawody są częścią serii, wynik z przejazdów konkursowych jest wliczany do klasyfikacji generalnej.
Jeśli warunki pozwalają na ułożenie torów równoległych, można zorganizować rozgrywkę pucharową. Na ogólnopolskich zawodach Honda Gymkhana szesnastu najlepszych zawodników danej edycji startuje parami i ten z nich, który uzyska w danym przejeździe lepszy czas, powiększony o ewentualne sekundy karne, przechodzi do następnego etapu, a zwycięzca finału otrzymuje Puchar Prezesa.

## Wymagania wobec zawodników i motocykli

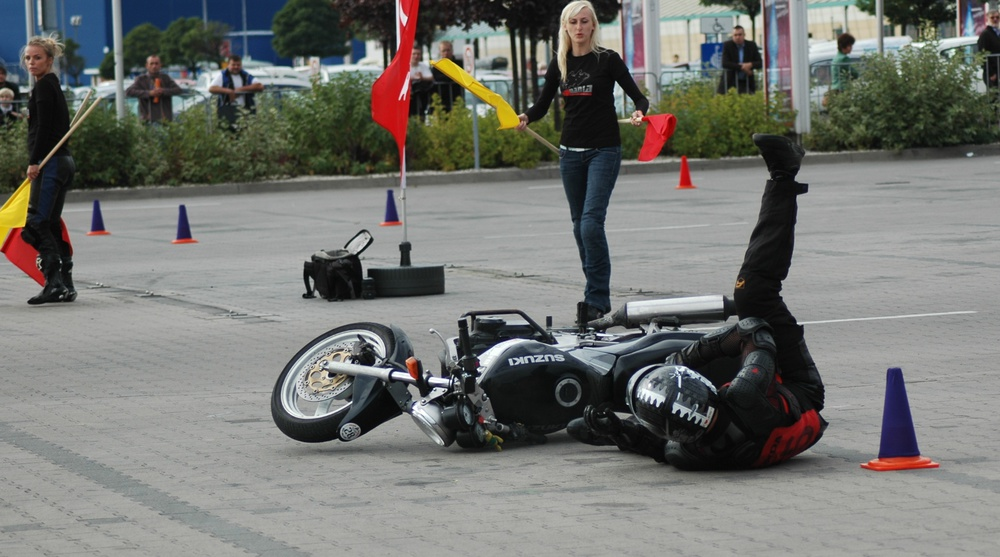
Upadki w Gymkhanie zdarzają się często, ale z uwagi na małe prędkości nie skutkują ani groźnymi urazami, ani poważnymi uszkodzeniami motocykli. Dla bezpieczeństwa zawodników kluczowa jest odpowiednia odzież

Ze względu na odpowiedzialność prawną organizatora, regulamin imprezy określa jakie warunki spełniać muszą zawodnicy i ich maszyny. Od zawodników wymaga się posiadania ważnego prawa jazdy na motocykl, na którym startują, zaś motocykle powinny być dopuszczone do ruchu po drogach publicznych, czyli być zarejestrowane i mieć aktualne badanie techniczne. Typ i pojemność motocykla nie są limitowane. Motocykliści podczas jazdy muszą mieć na sobie strój zapewniający im maksymalne bezpieczeństwo, czyli kask, buty, rękawice oraz protektory na łokcie i kolana.

## Przygotowanie techniczne motocykli
Organizatorzy zawodów nie limitują ani pojemności, ani typów motocykli, na których startują zawodnicy. Na zawodach można zatem zobaczyć motocyklistów pokonujących trasę na maszynach takich jak enduro, supermoto, a nawet na chopperach. Jednak najlepiej w Gymkhanie radzą sobie motocykle typu naked. Niewielkie rozmiary i masa motocykla ułatwiają pokonanie ciasnych zakrętów, więc maszyny o niewielkich pojemnościach (250cm2) mają często znaczną przewagę nad większymi, szczególnie na krótkich ciasnych torach, które pokonuje się w czasie poniżej minuty. Z kolei jeśli tor zawiera nieco dłuższe proste odcinki pomiędzy skrętami, bardziej doświadczeni zawodnicy efektywniej pokonają taką trasę na motocyklach o nieco większej pojemności (500-600 cm3), których lepsze przyspieszenie daje przewagę na odcinkach prostych.
Można znacznie poprawić uzyskiwane wyniki, odpowiednio modyfikując i regulując motocykl. Do najczęstszych przeróbek należą: podniesienie kierownicy, wymiana przedniego i/lub tylnego koła zębatego w celu zwiększenia przyspieszenia, podniesienie setów, aby nie trzeć nimi o asfalt w złożeniu, usunięcie elementów w celu obniżenia masy. Większość zawodników wyposaża swoje motocykle w gmole lub klatki chroniące silnik i nogi zawodnika podczas upadków na asfalt.

## Gymkhana w Polsce
Główny artykuł: Gymkhana motocyklowa w Polsce

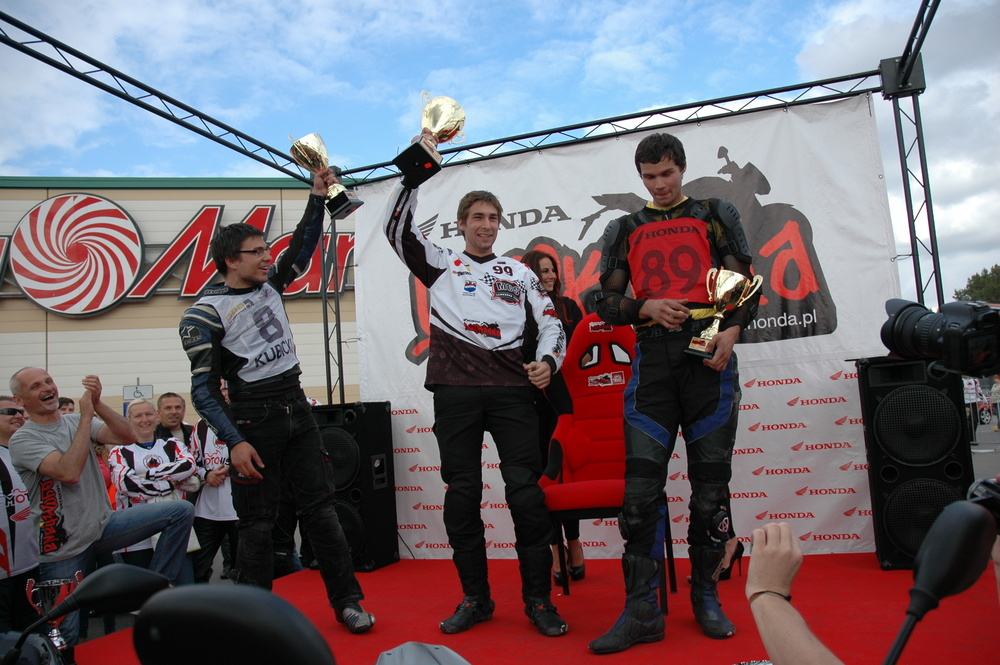
Zwycięzcy rundy finałowej ogólnopolskich zawodów Honda Gymkhana 2012

Powszechnie uznaje się, że gymkhana motocyklowa jako dyscyplina powstała w latach 70. w Japonii i w tym kraju ten sport jest najbardziej rozwinięty. Od kilku lat zdobywa popularność w USA, Wielkiej Brytanii i w Polsce. Niemniej, w Europie Zachodniej już w latach 20. XX wieku istniały kluby motocyklowe zajmujące się tą dyscypliną. 
W 2011 roku Honda Poland zorganizowała pierwsze zawody w tej dyscyplinie. W sezonach 2011 i 2012 rozegrano 9 edycji cieszących się gwałtownie rosnącym zainteresowaniem. Odbywają się także organizowane przez pasjonatów zawody o zasięgu lokalnym, takie jak Motogymkhana podczas wrocławskich edycji OldtimerbazaRu oraz GymkhanaGP w Szczecinie. Do wzięcia udziału nie jest wymagana licencja, więc sport ten dostępny jest dla amatorów.

## Pochodzenie nazwy
Słowo "gymkhana" (jim-kah-nuh) pochodzi z języka hindi. Oznaczało ono zawody w sprawnościowej jeździe konnej na czas po trudnym, złożonym z przeszkód torze. Wyraz ten zaadaptowano do opartej na tych samych założeniach konkurencji motocyklowej.